# NGC 403

NGC 403

NGC 403 هي مجرة محدبة تقع في كوكبة الحوت. تم اكتشافها في 29 أغسطس 1862 من قبل هاينريش داريست.

## وصلات خارجية
- NGC 403 على موقع ويكي سكاي: DSS2, SDSS, GALEX, IRAS, Hydrogen α, X-Ray, Astrophoto, Sky Map, Articles and images